# Thomas Südhof
Thomas Christian Südhof (* 22. Dezember 1955 in Göttingen) ist ein deutsch-US-amerikanischer Biochemiker, der in den Neurowissenschaften an der Erforschung von Synapsen arbeitet, den fundamentalen Schaltstellen des Nervensystems. Er ist Professor an der Stanford University und leitet das dortige Südhof Laboratorium an der Medical School. 2013 wurde ihm gemeinsam mit James Rothman und Randy Schekman der Nobelpreis für Physiologie oder Medizin zuerkannt.

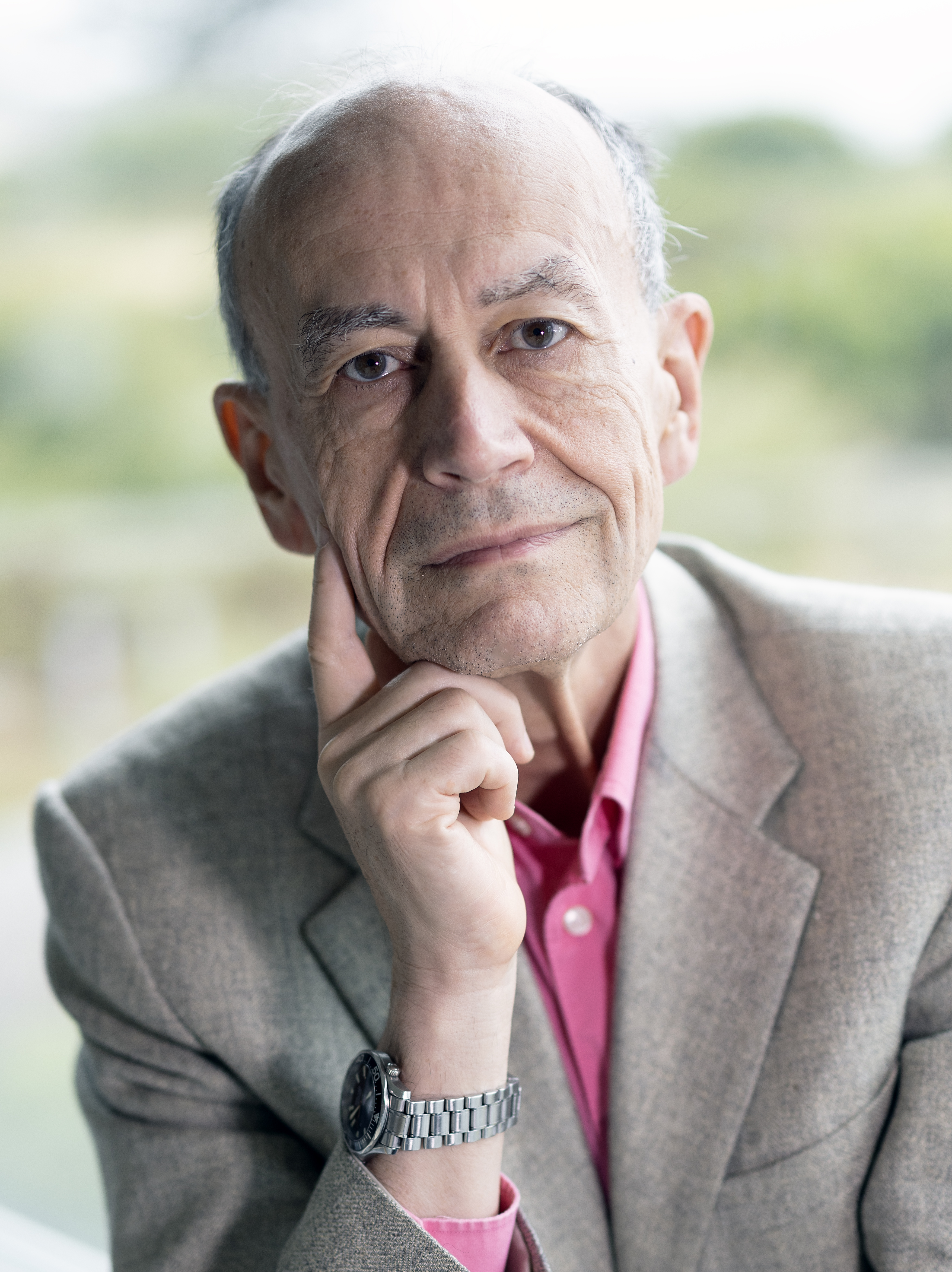
Thomas Südhof (2024)

## Leben und Wirken
Südhof wuchs in Göttingen und Hannover auf. Nach dem Abitur 1975 an der freien Waldorfschule Hannover-Maschsee studierte Südhof Medizin an der RWTH Aachen, an der Harvard University und an der Universität Göttingen. 1982 wurde er mit einer Dissertation über Struktur und Funktion der chromaffinen Zellen, in denen in der Nebenniere die Hormone Adrenalin und Noradrenalin gebildet werden, am Max-Planck-Institut für biophysikalische Chemie unter Victor P. Whittaker zum Dr. med. promoviert. Die Dissertation trug den Titel Die biophysikalische Struktur der chromaffinen Granula im Lichte ihres Osmometerverhaltens und ihrer osmotischen Lyse. 1983 ging Südhof als Postdoc an die Abteilung für Molekulargenetik des University of Texas Southwestern Medical Center (UT Southwestern) in Dallas unter Leitung der späteren Nobelpreisträger Michael Stuart Brown und Joseph L. Goldstein. Dort gelang ihm die Klonierung des LDL-Rezeptors. Er wandte sich dann der Erforschung der molekularen Basis der Signalübertragung im Nervensystem zu und wurde 1991 Professor an der Fakultät für Molekulargenetik an der UT Southwestern. Insbesondere erforschte er den Mechanismus der Freisetzung von Neurotransmittern an Synapsen. Ihm gelang die Identifizierung und Klonierung einer Reihe von dabei beteiligten Proteinen. Zwischen 1995 und 1998 war Südhof „Wissenschaftliches Mitglied“ der Max-Planck-Gesellschaft und Direktor am Max-Planck-Institut für experimentelle Medizin in Göttingen. Anschließend kehrte er nach Dallas, Texas, zurück.
Eines seiner Forschungsgebiete ist die Frage, wie sich Synapsen in der embryonalen Entwicklung des Gehirns und später bei Lernvorgängen bilden (synaptische Plastizität) und wie sie spezifiziert sind. Südhof forscht ferner über die Ursachen neuronaler Erkrankungen wie Alzheimer, Parkinson-Krankheit, Schizophrenie, Angstzuständen und Autismus und über die Wirkung des Botulins auf zellulärer und molekularer Basis.
2008 wechselte Südhof an die Universität Stanford, wo er an der Medizinischen Fakultät Professor für Molekulare und Zelluläre Physiologie, Psychiatrie und Neurologie ist.
Im Oktober 2013 erhielt Südhof gemeinsam mit James Rothman und Randy Schekman den Nobelpreis für Physiologie oder Medizin, da sie „durch ihre Entdeckungen das höchst präzise Steuerungssystem für den Transport und die Zustellung von zellulärer Fracht aufgedeckt haben“ („Through their discoveries, Rothman, Schekman and Südhof have revealed the exquisitely precise control system for the transport and delivery of cellular cargo“).
Anfang 2014 berief das Berliner Institut für Gesundheitsforschung (BIG) Südhof als Visiting Fellow. Damit ist er der erste Wissenschaftler, der mit den von der Stiftung Charité verwalteten Mitteln aus der Privaten Exzellenzinitiative Johanna Quandt nach Berlin geholt wird. Im Herbst 2014 sollte er seine Arbeit in Berlin aufnehmen und mit Christian Rosenmund von der Charité – Universitätsmedizin Berlin und Sprecher des Exzellenzclusters NeuroCure ein Projekt aufbauen, das sich mit der Frage befasst, wie Nervenzellen im Gehirn miteinander kommunizieren.
Er hat die US-amerikanische und seit 2013 zusätzlich wieder die deutsche Staatsbürgerschaft.

## Plagiatsvorwürfe
In derzeit (Stand: April 2024) laufenden Untersuchungen auf mögliche Plagiate in den Arbeiten Südhofs räumte dieser Fehler in drei seiner Studien ein, die in den Fachzeitschriften Journal of Neuroscience und Cell veröffentlicht wurden. Es handelt sich dabei um Unstimmigkeiten bei Abbildungen, insbesondere um Bilderdopplungen, die laut Aussagen auf PubPeer keine Auswirkungen auf die wissenschaftlichen Ergebnisse haben. Eine in den Proceedings of the National Academy of Sciences erschienene Studie aus dem Jahr 2023 wurde aufgrund nicht auflösbarer Unterschiede zwischen den Roh- und veröffentlichten Daten zurückgezogen. Diese und weitere Studien Südhofs werden derzeit aufgrund von PubPeer-Kommentaren untersucht, die vor allem durch die KI-gestützte Analyse von Elisabeth Bik aufgedeckt wurden. Das Südhof Lab hat zur Erhöhung von Transparenz und den verbesserten Umgang mit Fehlern auf die Vorwürfe mit einer „Integritäts-Initiative“ reagiert. Im Februar 2025 zog Südhof einen Artikel mit Verweis auf Unstimmigkeiten in den Abbildungen zurück.

## Privates
Nach eigenen Angaben hat Südhof aus zwei Ehen sieben Kinder.

## Preise und Auszeichnungen
- 1993 W. Alden Spencer Award der Columbia University (gemeinsam mit Richard H. Scheller)
- 1994 Wilhelm Feldberg Award
- 1997 Roger Eckert Award Lecture, Göttingen
- 1997 U.S. National Academy of Sciences Award in Molecular Biology (gemeinsam mit Richard Scheller)
- 2002 Mitglied der National Academy of Sciences der Vereinigten Staaten
- 2004 MetLife Award (gemeinsam mit Roberto Malinow)
- Bristol-Myers Squibb Award for Distinguished Achievement in Neuroscience Research
- 2004 Ulf von Euler Award Lecture, Karolinska Institute
- 2007 Mitglied des U.S. Institute of Medicine
- 2008 Sir Bernard Katz Award, Biophysical Society (gemeinsam mit Reinhard Jahn)
- 2008 Passano Award
- 2010 Kavli-Preis (gemeinsam mit Richard Scheller und James Rothman)
- 2010 Mitglied der American Academy of Arts and Sciences
- 2013 Albert Lasker Award for Basic Medical Research
- 2013 Nobelpreis für Physiologie oder Medizin (gemeinsam mit James Rothman und Randy Schekman)
- 2014 Großes Bundesverdienstkreuz mit Stern
- 2015 Mitglied der Leopoldina[24]
- 2017 Auswärtiges Mitglied der Royal Society

## Schriften (Auswahl)
- T. C. Südhof: The structure of the human synapsin I gene and protein. In: Journal of Biological Chemistry. Band 265, 1990, S. 7849–7852.
- N. Brose, A. G. Petrenko, T. C. Südhof und Jahn, R.: Synaptotagmin: A Ca2+ sensor on the synaptic vesicle surface. In: Science. Band 256, 1992, S. 1021–1025.
- Y. A. Ushkaryov, A. G. Petrenko, M. Geppert und T. C. Südhof: Neurexins: Synaptic cell surface proteins related to the α-latrotoxin receptor and laminin. In: Science. Band 257, 1992, S. 50–56.
- M. Geppert, V. Y. Bolshakov, S. A. Siegelbaum, K. Takei, P. De Camilli, R. E. Hammer und T. C. Südhof: The role of Rab3A in neurotransmitter release. In: Nature. Band 369, 1994, S. 493–497.
- M. Geppert, Y. Goda, R. E. Hammer, C. Li, T. W. Rosahl, C. F. Stevens und T. C. Südhof: Synaptotagmin I: A major Ca2+ sensor for transmitter release at a central synapse. In: Cell. Band 79, 1994, S. 717–727.
- S. Schoch, P. E. Castillo, T. Jo, K. Mukherjee, M. Geppert, Y. Wang, F. Schmitz, R. C. Malenka und T. C. Südhof: RIM1α forms a protein scaffold for regulating neurotransmitter release at the active zone. In: Nature. Band 415, 2002, S. 321–326.
- T. C. Südhof: Calcium control of neurotransmitter release. In: Cold Spring Harbor Perspectives in Biology. Band 4, Nr. 1, 2012